# Gare de Lapeyrouse
Gare de Lapeyrouse vasútállomás Franciaországban, Lapeyrouse településen.

## Vasútvonalak
Az állomást az alábbi vasútvonalak érintik:
- Commentry-Gannat-vasútvonal
- Ligne de Lapeyrouse à Volvic

## Kapcsolódó állomások
A vasútállomáshoz az alábbi állomások vannak a legközelebb:
- Gare de Commentry
- Gare de Louroux-de-Bouble